# Chrysosplenium axillare
Chrysosplenium axillare är en stenbräckeväxtart som beskrevs av Carl Maximowicz. Chrysosplenium axillare ingår i släktet gullpudror, och familjen stenbräckeväxter. Inga underarter finns listade i Catalogue of Life.